# 1923 en Nouvelle-Écosse
Chronologie de la Nouvelle-Écosse
- 1919
- 1920
- 1921
- 1922
- 1923
- 1924
- 1925
- 1926
- 1927

Cette page concerne des événements d'actualité qui se sont produits durant l'année 1923 dans la province canadienne de la Nouvelle-Écosse.

## Politique
- Premier ministre : George H. Murray puis Ernest H. Armstrong
- Chef de l'Opposition :
- Lieutenant-gouverneur : MacCallum Grant
- Législature :

## Naissances
- 16 avril : Samuel Nathan Cohen connu sous le nom de  Nathan Cohen  (décédé le 26 mars 1971) était un critique de théâtre et un animateur canadien. Il est né à Sydney (Nouvelle-Écosse), à une famille européenne d'immigré juif. Il a obtenu son début dans le media quand il était le rédacteur du journal étudiant de l'Université Mount Allison. Cohen a été considéré le seul critique de drame sérieux du pays pendant les décennies suivant la Seconde Guerre mondiale, la période où le théâtre canadien est devenu établi[1].

- 22 octobre : Rodrigue Bourdages (Né à Halifax - 12 octobre 1997) fut un conseiller en entrepreneur et homme politique fédéral du Québec.